# Panjabe (Índia)
Panjabe, Panjaba, Penjabe, Panjab Pendjab ou Punjab (punjabi:'ਪੰਜਾਬ', hindi: 'पंजाब', IPA: [pəɲdʒaːb]) é um estado do noroeste da Índia. Ele faz fronteira com o Panjabe paquistanês a oeste, Jamu e Caxemira ao norte, Himachal Pradexe ao nordeste, Harianá ao sul e ao sudeste, Chandigar ao sudeste e Rajastão ao sudoeste. A superfície total do estado é de 50 362 km². A população era de 24 289 296 habitantes em 2000. A capital do Panjabe é Chandigar, que é administrada separadamente como um Território da União, já que é também a capital do estado vizinho de Harianá. Entre as principais cidades do Panjabe estão também: Amritsar, Jalandar, Ludiana e Patiala. O estado é também lar de uma das mais antigas civilizações do mundo, a Civilização do Vale do Indo, a primeira civilização da Índia.
O Panjabe é historicamente parte da região do Panjabe, que inclui além dele a província de Panjabe no Paquistão, os estados indianos de Harianá, Himachal Pradexe e Déli, e o Território da União Chandigar. O atual estado separou-se da província homónima do Paquistão em 1947, quando da partição da Índia. Tornou-se um estado da federação em 26 de janeiro de 1950.
A palavra "Panjabe" é uma combinação das palavras persas 'punj' (پنج) Cinco, e 'āb' (آب) Água, que significa, ao pé da letra, Terra dos cinco rios. Os cinco rios dos quais o Panjabe recebe o nome são o Jelum, o Chenab, o Rauí, o Beás e o Sutle — todos eles afluentes do Indo.
A maior ocupação econômica no Panjabe é a agricultura. Além dela, algumas importantes atividades econômicas da região são a manufatura de instrumentos científicos, bens elétricos, máquinas e ferramentas, têxteis, máquinas de costura, bens desportivos, amido, turismo, fertilizantes, bicicletas, vestimentas, meias e o refinamento de petróleo e de açúcar. O Panjabe tem uma das melhores infraestruturas da Índia, com estradas, ferrovias, transportes aéreos e fluviais, formando extensos elos de ligação por toda a região.

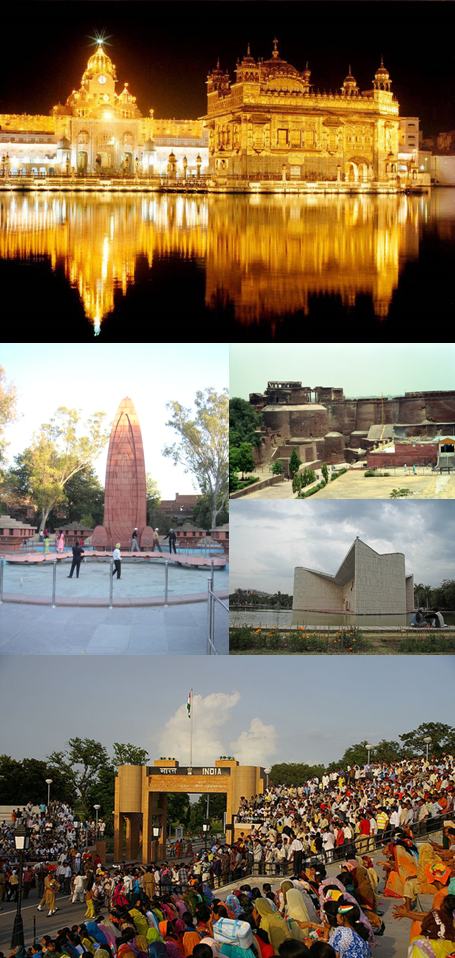
Panjabe